# 普明会教団
普明会教団（ふみょうかいきょうだん）は、戸次貞雄の指導に従い、鹿島俊郎によって設立された新宗教である。

## 設立者
- 鹿島俊郎（初代会長・1925～1960　昭和35年1月31日死去）

## 教義
「祖先礼拝の道」を鎮魂帰神と身削祓の教えを行じることにより完成させるというもの。

## 沿革
創立者の鹿島俊郎は、14歳の時に叔母の導きにより、霊友会に入会。第7支部のもと、横浜支部2万人の導き親になる。昭和22年3月横浜高等工業学校を卒業し、4月霊友会教団職員となり、久保継成の家庭教師も務めた。
しかし、霊友会の教えに限界と疑問を感じ始めたときに、日本敬神崇祖自修団の戸次貞雄の著書に巡り会い、霊友会との関係を知る。戸次の説いた「祖先礼拝の道」（日本天皇道）こそ完成された教えであり、それは求めていた真の大乗妙法華経で、あらゆる宗教宗派を統括完成する、すなわち万法を帰一させる道であることを知覚し、師事することを決意。昭和24年11月3日に普明会設立の神示を受け、4日に霊友会を脱会、16日設立登記、23日戸次より教団の命名快諾を受けた。横浜市港北区篠原町を本部とする。
昭和26年、鹿島俊郎は横沢愛子と結婚。昭和27年10月神奈川県知事の認証を受けた宗教法人として普明会教団と改称。昭和30年に文部大臣認証の宗教法人に変更。
昭和34年6月から、鹿島は数名の幹部信徒とともに全国行脚、自らの使命の終わりを悟り、次世代の会長育成を図る。翌35年1月31日福島県の吾妻連峰にある幕川金神滝で寒修行を終え死去。昭和48年教団の発展に伴い、富士山麓に新道場である万霊殿を建設、10月30日横浜から本部を移転し活動している。